# Willie Applegarth
William Reuben »Willie« Applegarth, angleški atlet, * 11. maj 1890, Guisborough, Redcar in Cleveland, Anglija, Združeno kraljestvo, † 5. december 1958, Schenectady, New York, ZDA.
Applegarth je nastopil na Poletnih olimpijskih igrah 1912 v Stockholmu, kjer je osvojil naslov olimpijskega prvaka v štafeti 4x100 m, bronasto medaljo v teku na 200 m in uvrstitev v polfinale v teku na 100 m.